# Жовансан
Жованса̀н (на италиански и на френски: Jovençan, на местен диалект: Dzouènçan, Дзоуенсан) е село и община в Северна Италия, автономен регион Вале д'Аоста. Разположено е на 632 m надморска височина. Населението на общината е 765 души (към 2010 г.).